# Kleine Koningsbelt
De Kleine Koningsbelt is een heuvel in de gemeente Hellendoorn in de Nederlandse provincie Overijssel. De heuvel ligt in het Nationaal Park Sallandse Heuvelrug en heeft een hoogte van 72,5 meter boven de zeespiegel.
Op een halve kilometer naar het noordoosten ligt de top van de Haarlerberg. Ten zuidwesten ligt de Sprengenberg en ten zuiden ligt de Grote Koningsbelt.